# Павел Фридрих фон Мекленбург-Шверин
Павел (Паул) Фридрих фон Мекленбург-Шверин (на немски: Paul Friedrich, Großherzog von Mecklenburg-Schwerin; * 15 септември 1800, Лудвигслуст; † 7 март 1842, Шверин) е велик херцог на Мекленбург-Шверин (1837 – 1842).

## Живот
Син е на наследствения велик херцог Фридрих Лудвиг фон Мекленбург-Шверин (1778 – 1819) и първата му съпруга велика княгиня Елена Павловна от Русия (1784 – 1803), дъщеря на руския цар Павел I (1754 – 1801) (упр. 1796 – 1801, убит), и принцеса София Доротея фон Вюртемберг (1759 – 1828). Майка му е сестра на руските императори Александър I (упр. 1801 – 1825) и Николай I (упр. 1825 – 1855). Внук е на велик херцог Фридрих Франц I фон Мекленбург (1756 – 1837) и принцеса Луиза фон Саксония-Гота-Алтенбург (1756–1808).
На десет години Павел Фридрих влиза във войската на Мекленбург и веднага става лейтенант. Той учи езици от 1814 до 1818 г. в Женева и след това следва една година в университета в Йена и след това в университета в Росток. След смъртта на баща му на 29 ноември 1819 г. той става наследствен велик херцог.
На 24 април 1822 г. Павел Фридрих става генерал-майор и след един месец се жени за дъщеря на пруския крал Фридрих Вилхелм III, който го прави на 1 октомври 1824 г. пруски генерал и шеф на регимента „Infanterie-Regiments Nr. 24“ във Франкфурт на Одер. На 31 март 1830 г. Паул Фридрих е генерален инспектор на войската на Мекленбург-Шверин. На 20 март 1838 г. той става пруски генерал-лейтенант и прекратява военната си кариера.
Павел Фридрих мести през 1837 г. резиденцията от Лудвигслуст в Шверин. Населението го обича. Той дава съгласието си за женитбата на 30 май 1837 г. на полусестра му, херцогиня Хелена фон Мекленбург (1814 – 1858) с френския наследник на трона, херцог Фердинанд Филип Орлеански (1810 – 1842).
Павел Фридрих фон Мекленбург-Шверин умира на 41 години на 7 март 1842 г. в Шверин след тежка простуда, която получава по време на гасене на пожар на 24 януари 1842 г. Погребан е в катедралата на Шверин на 19 март 1842 г.

## Фамилия
На 25 май 1822 г. в Берлин Павел Фридрих се жени за принцеса Александрина Пруска (* 23 февруари 1803, Берлин; † 21 април 1892, Шверин), дъщеря на пруския крал Фридрих Вилхелм III (упр. 1797 – 1840) и херцогиня Луиза фон Мекленбург-Щрелиц (1776 – 1810). Те имат децата:
- Фридрих Франц II (* 28 февруари 1823, Лудвигслуст; † 15 април 1883, Шверин), велик херцог на Мекленбург-Шверин (1842 – 1883), женен I. на 3 ноември 1849 г. в Лудвигслуст за принцеса Августа Ройс-Кьостриц (* 26 май 1822; † 3 март 1862); II. на 4 юли 1864 г. в Дармщат за принцеса Анна фон Хесен-Дармщат (* 25 май 1843; † 16 април 1865), III. на 4 юли 1868 г. в Рудолщат за принцеса Мария фон Шварцбург-Рудолщат (* 29 януари 1850; † 22 април 1922)
- Луиза Мария Хелена (* 17 май 1824, Шверин; † 9 март 1859, Венеция), омъжена на 20 октомври 1849 г. в Лудвигслуст за принц Хуго фон Виндиш-Грец (* 26 май 1823, Виена; † 26 ноември 1904, дворец Хаасберг)
- Фридрих Вилхелм Николаус (* 5 март 1827, Лудвигслуст; † 28 юли 1879, Хайделберг), херцог, женен на 9 декември 1865 г. в Берлин за принцеса Александрина Пруска (* 1 февруари 1842, Берлин; † 26 март 1906, Марли близо до Потсдам), дъщеря на принц Албрехт Пруски (1809–1872)
- дъщеря (*/† 9 април 1828, Лудвигслуст)